# Sesamöl

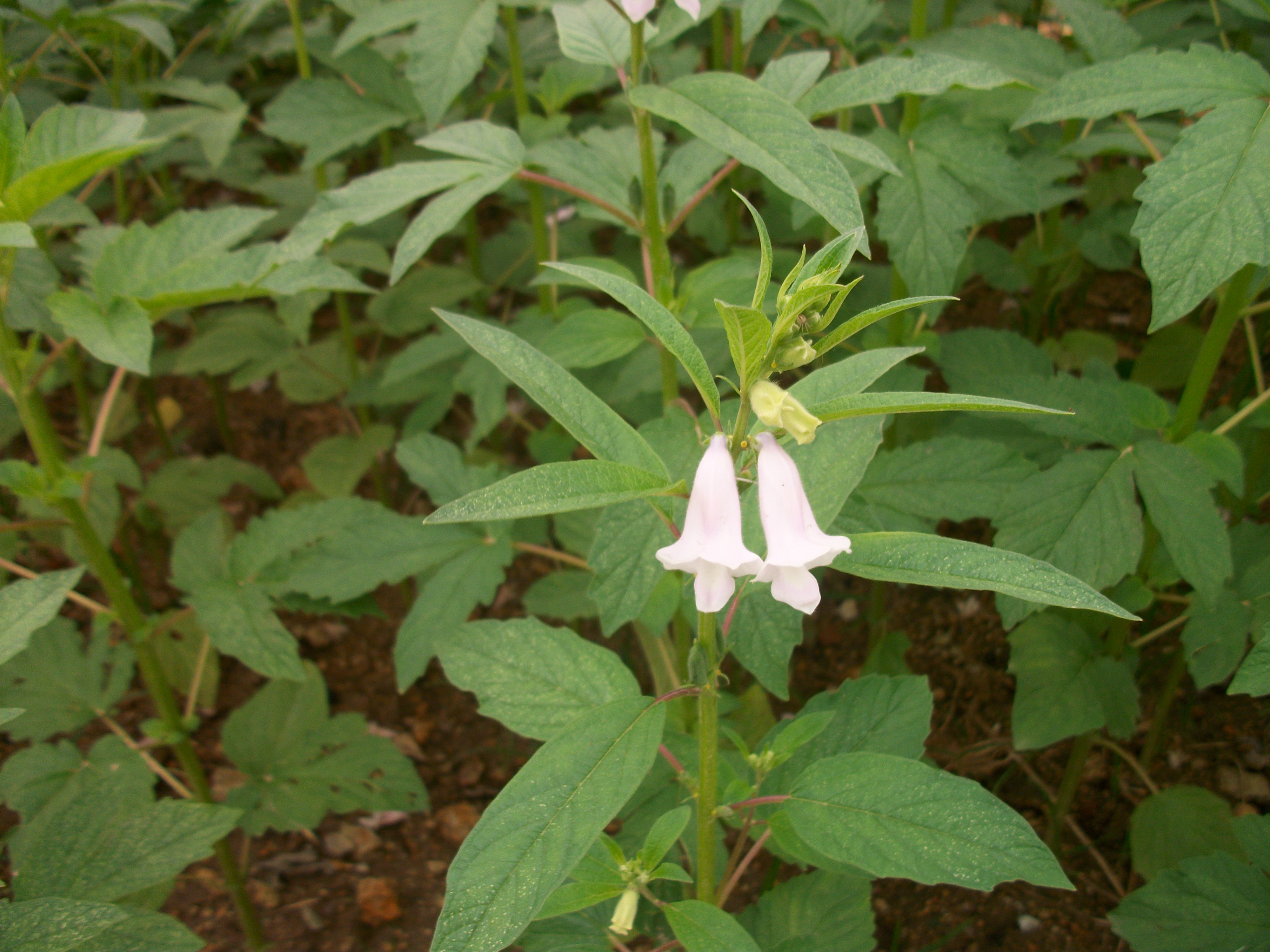
Sesam (Sesamum indicum)

Allgemeine chemische Struktur von Fetten wie Sesamöl (R^{1}, R^{2} und R^{3} sind langkettige Alkyl- oder Alkenylreste mit einer meist ungeraden Anzahl von Kohlenstoffatomen). Sesamöl ist – wie andere pflanzliche Öle – ein Gemisch von Triestern des Glycerins

Sesamöl wird aus den Samen des Sesams (Sesamum indicum) gewonnen.
Das helle, aus den naturbelassenen Samen gewonnene Öl ist blassgelb und weitgehend geruchs- und geschmacksneutral – es dient vor allem in der asiatischen und orientalischen Küche als Speiseöl. Daneben wird es zur Margarineherstellung verwendet. Es ist Bestandteil von Hautpflegemitteln, fand (als Oleum sesaminum) Eingang in die europäische Heilkunde und spielt auch im Ayurveda eine Rolle, wo es zum Beispiel für den Stirnölguss verwendet wird.
Für das dunkle Sesamöl werden die gereinigten, gewässerten und getrockneten Samen geröstet, nach dem Abkühlen gepresst, gefiltert und abgefüllt. Das Rösten verleiht dem Öl eine dunkle Bernsteinfarbe und einen typischen, intensiven Geruch und Geschmack von gerösteten Nüssen. Dieses dunkle Sesamöl dient nicht direkt zum Kochen, sondern wird Gerichten in kleinen Mengen als Würze zugegeben, vor allem in der asiatischen Küche. Die Herstellung von hellem Sesamöl entspricht der Herstellung anderer Pflanzenöle. Aus einer Tonne Sesamsamen lassen sich rund 300 Liter Öl gewinnen. Der zurückbleibende Presskuchen hat einen hohen Eiweißgehalt und wird als Tierfutter genutzt.
Sesamöl ist ein Gemisch von Triglyceriden mit einem Anteil von etwa 45 % Linolsäure (es enthält keine freie Linolsäure) unter den Fettsäuren sowie Spuren von Sesamol und Carvacrol.